# چکیانو
چکیانو (به لاتین: Trzecianów) یک سکونتگاه مسکونی در لهستان است که در Gmina Borek Wielkopolski واقع شده‌است.